# Turbo (Judas Priest)
Turbo is het tiende studioalbum van de Britse heavymetalband Judas Priest, opgenomen in de Compass Point Studios in Nassau (Bahama's) en uitgebracht in 1986. Op dit album werd voor het eerst gebruikgemaakt van gitaarsynthesizers. Ook paste Judas Priest hun uiterlijk aan, zodat ze meer op een hairmetalband leken. Het album werd goud in Groot-Brittannië en in de Verenigde Staten stond het album in de Billboard 200. Desondanks waren de fans niet blij met het album: zij vonden het te commercieel. Judas Priest vond zelf dat ze gingen experimenteren met hun sound, die op dit album wat vrolijker en melodieuzer was. Van het album worden 'Turbo Lover' en 'Out in the Cold' nog regelmatig live gespeeld.

## Trivia
Oorspronkelijk was het plan om een dubbelalbum uit te brengen: Twin Turbos. Op de ene helft van de plaat stonden nummers waarin gitaarsynthesizers voorkwamen, en de andere helft was harder en bevatte geen synthesizers. De commerciëlere nummers kwamen op het album Turbo terecht, terwijl een paar van de wat hardere nummers op het album Ram it Down terechtkwamen, dat twee jaar later uitkwam.
Toen het album bijna klaar was, kwam er iemand van Warner Bros naar de studio om aan Judas Priest te vragen of ze het nummer 'Reckless' konden gebruiken in de film Top Gun. Dit kon alleen als het nummer van het album afgehaald werd. De band wilde dit niet, omdat ze vonden dat alle nummers op het album een mooi geheel vormden. Achteraf had de band er een beetje spijt van, omdat van de soundtrack van Top Gun zo'n 5 miljoen exemplaren zijn verkocht.

## Tracklisting
1. "Turbo Lover" – 5:33
2. "Locked In" – 4:19
3. "Private Property" – 4:29
4. "Parental Guidance" – 3:25
5. "Rock You All Around the World" – 3:37
6. "Out in the Cold" – 6:27
7. "Wild Nights, Hot & Crazy Days" – 4:39
8. "Hot for Love" – 4:12
9. "Reckless" – 4:17

### Bonustracks 2001
1. "All Fired Up" – 4:45
2. "Locked In" (Live) – 4:24